# Bến Thành-markt
De Bến Thành-markt is een overdekte marktplaats in het district Quận 1 van Ho Chi Minhstad in Vietnam. De markt wordt gezien als een symbool van de stad en is populair onder zowel de lokale bevolking vanwege de lokale ingrediënten en voedselwaren als toeristen op zoek naar souvenirs.
Al vroeg in de zeventiende eeuw werden op deze plaats vlak bij de rivier Sài Gòn spullen verhandeld. Pas na het Beleg van Gia Định in 1859 door de Fransen werd hier een marktgebouw gebouwd. In 1870 werd de markt getroffen door brand en opnieuw opgebouwd. Het werd toen de grootste markt van Ho Chi Minhstad. In 1912 werd de markt verplaatst naar een nieuw pand, dat in 1985 gerenoveerd werd.
De Bến Thành-markt moet een knooppunt worden van de toekomstige metro van Ho Chi Minhstad.

## Afbeeldingen

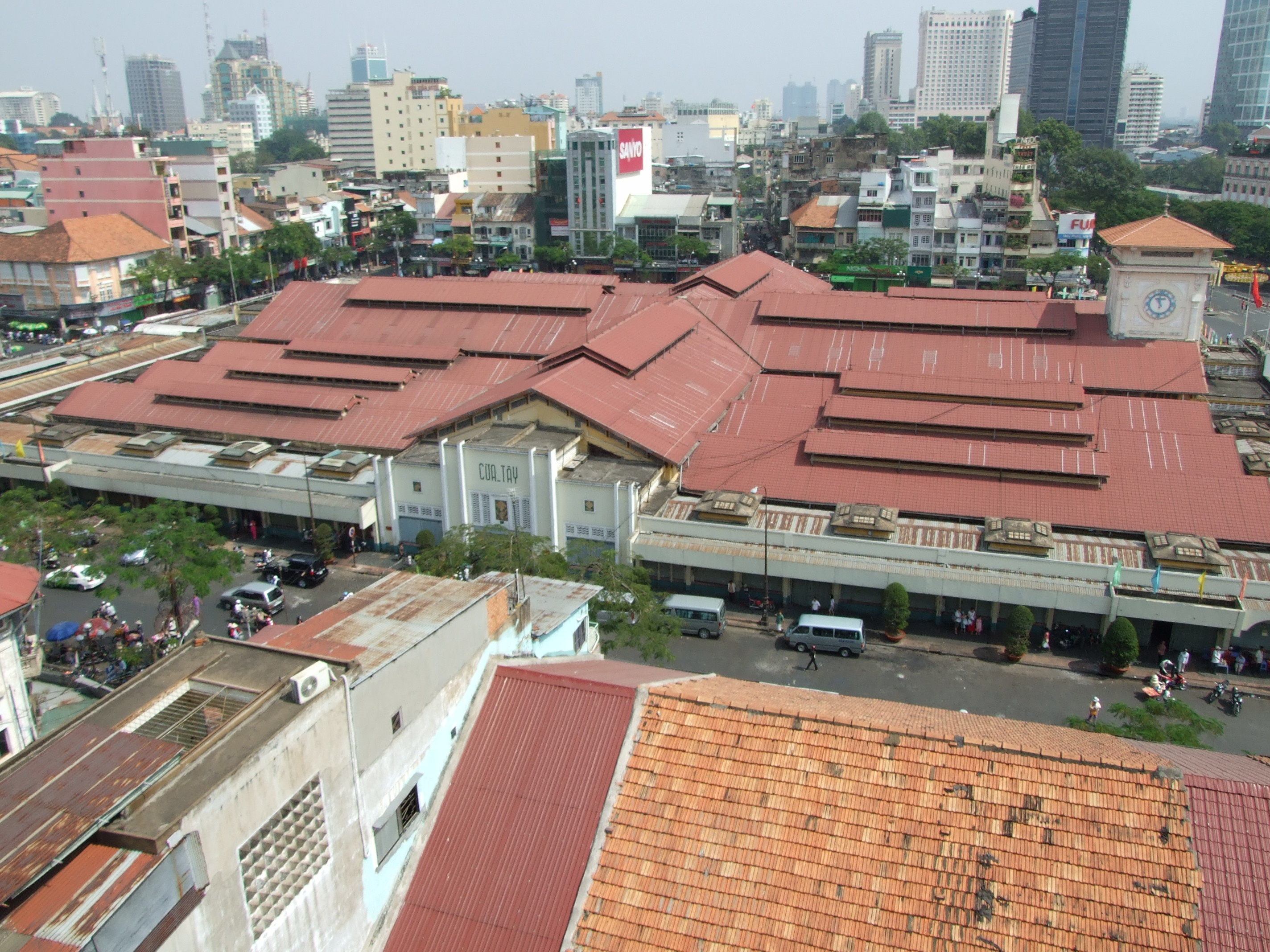
Luchtfoto
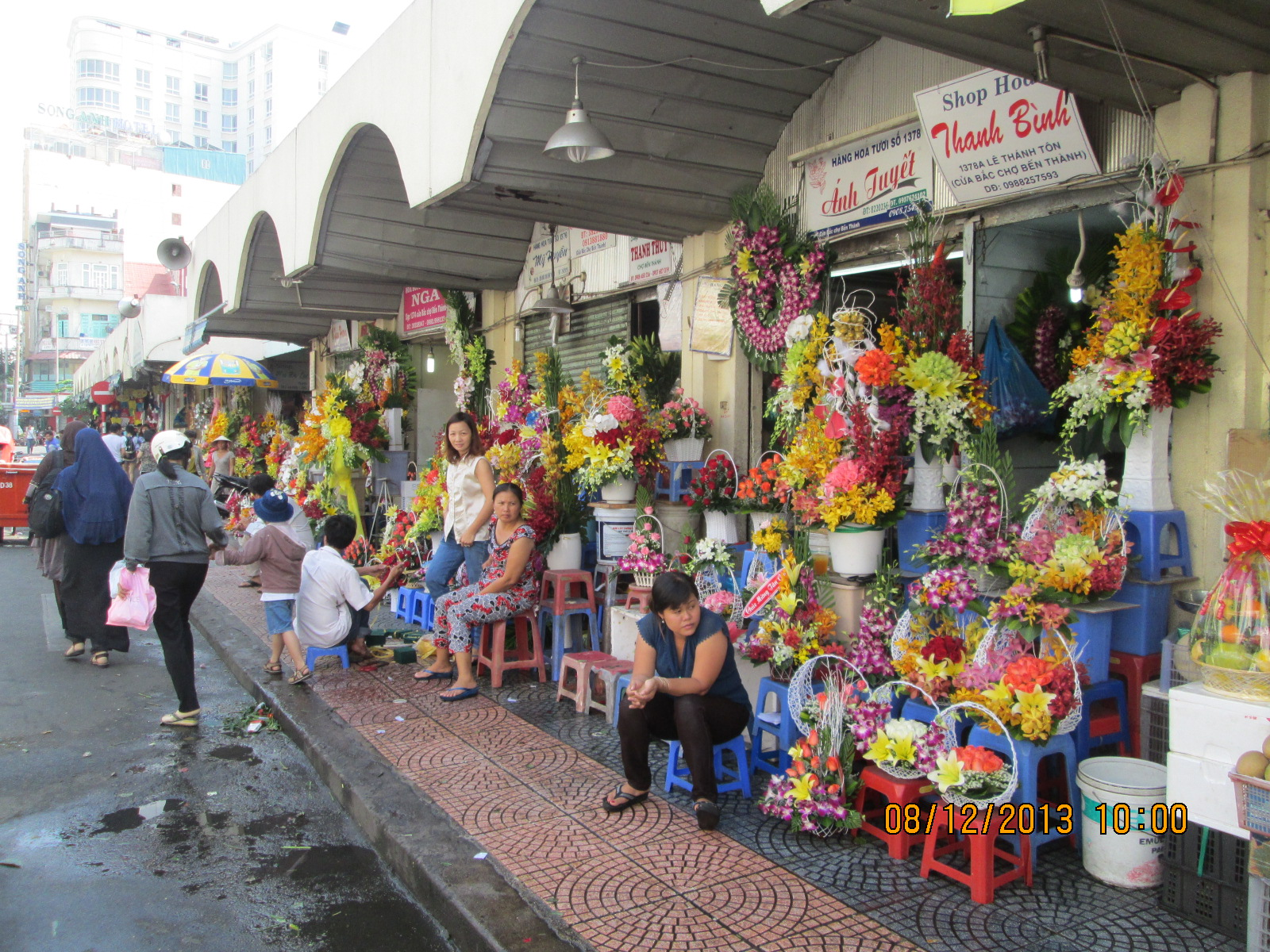
Bloemen te koop buiten het marktgebouw
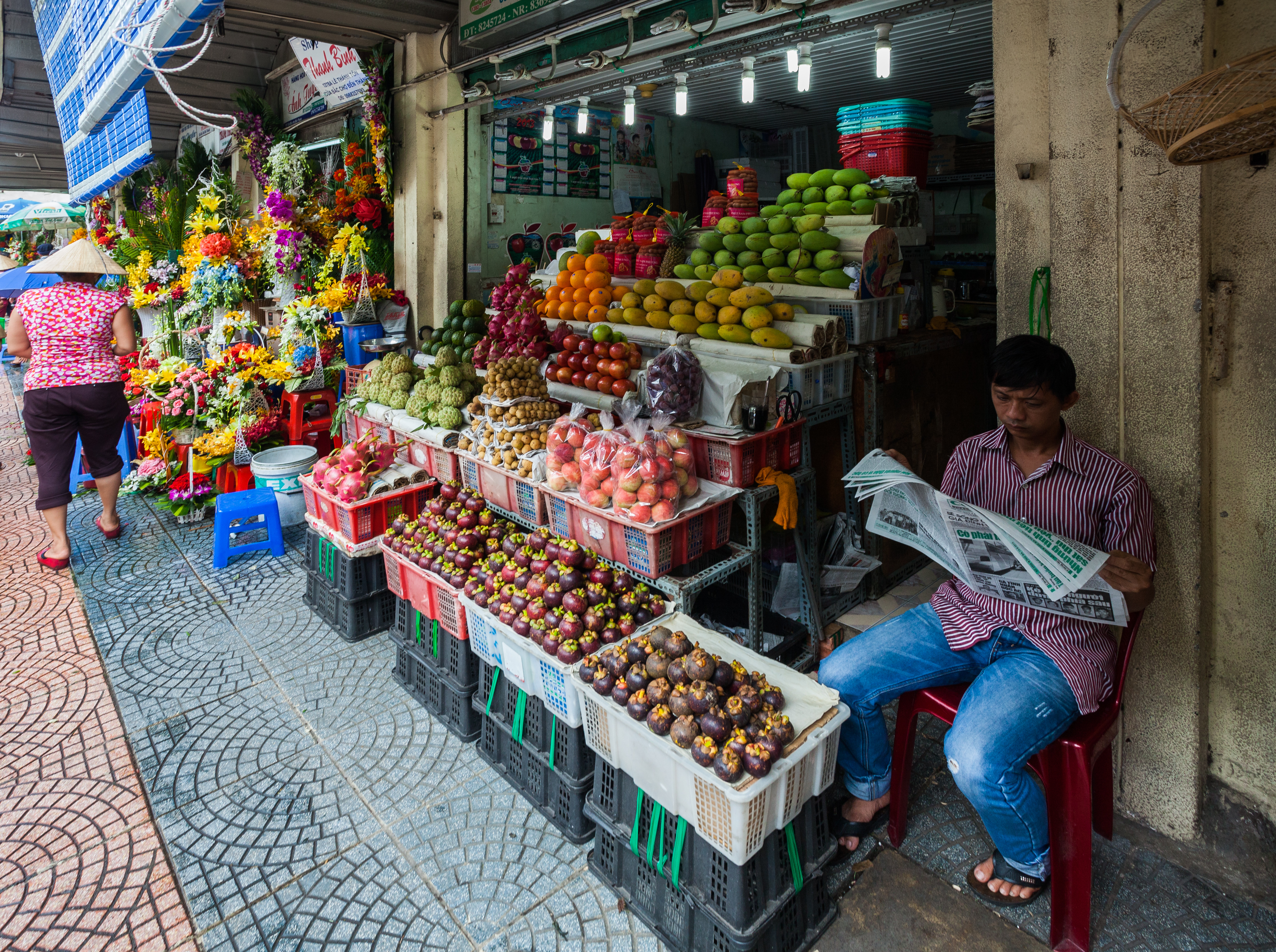
Groente en fruit, buienkant marktgebouw
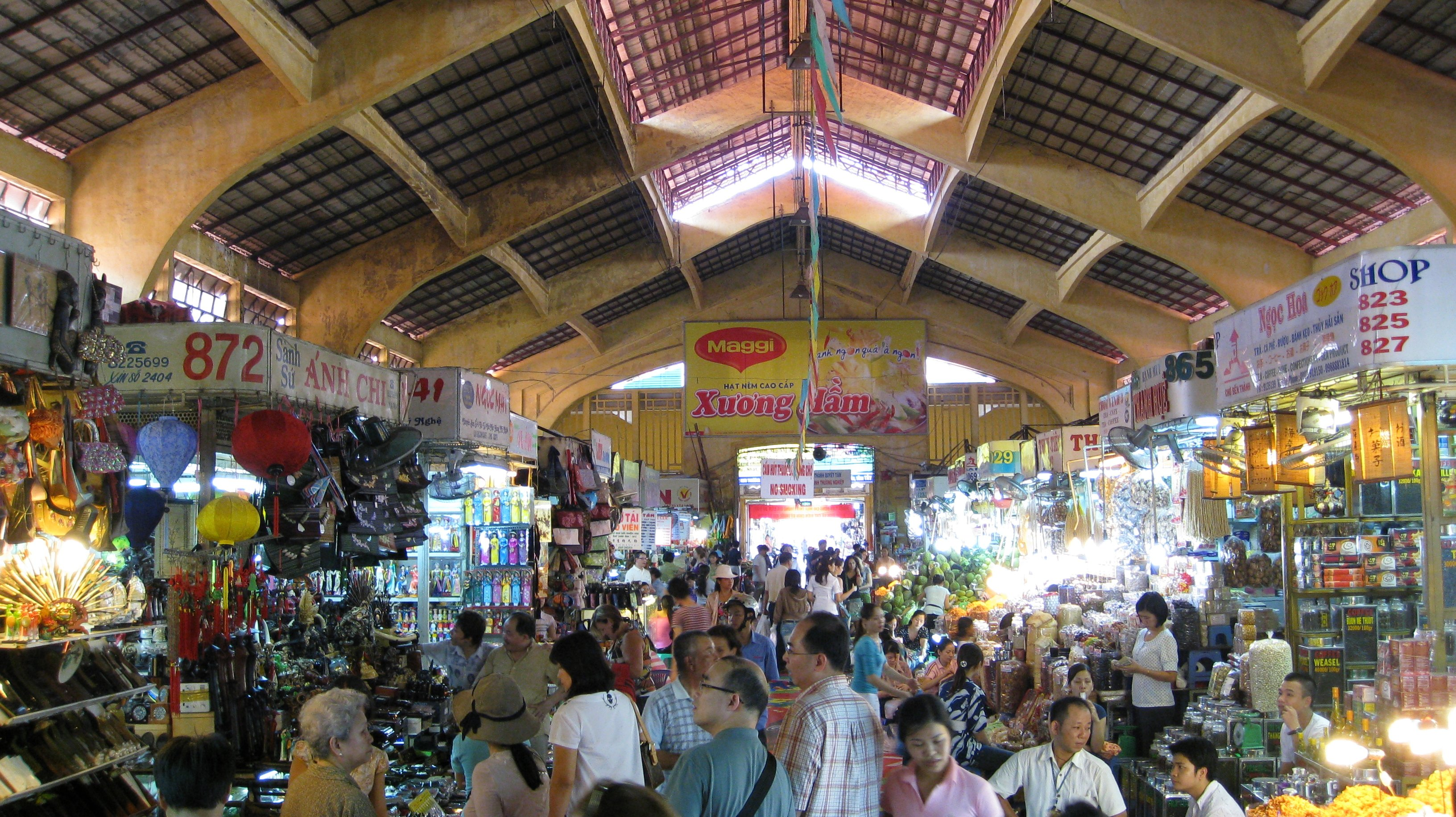
Binnen in het marktgebouw
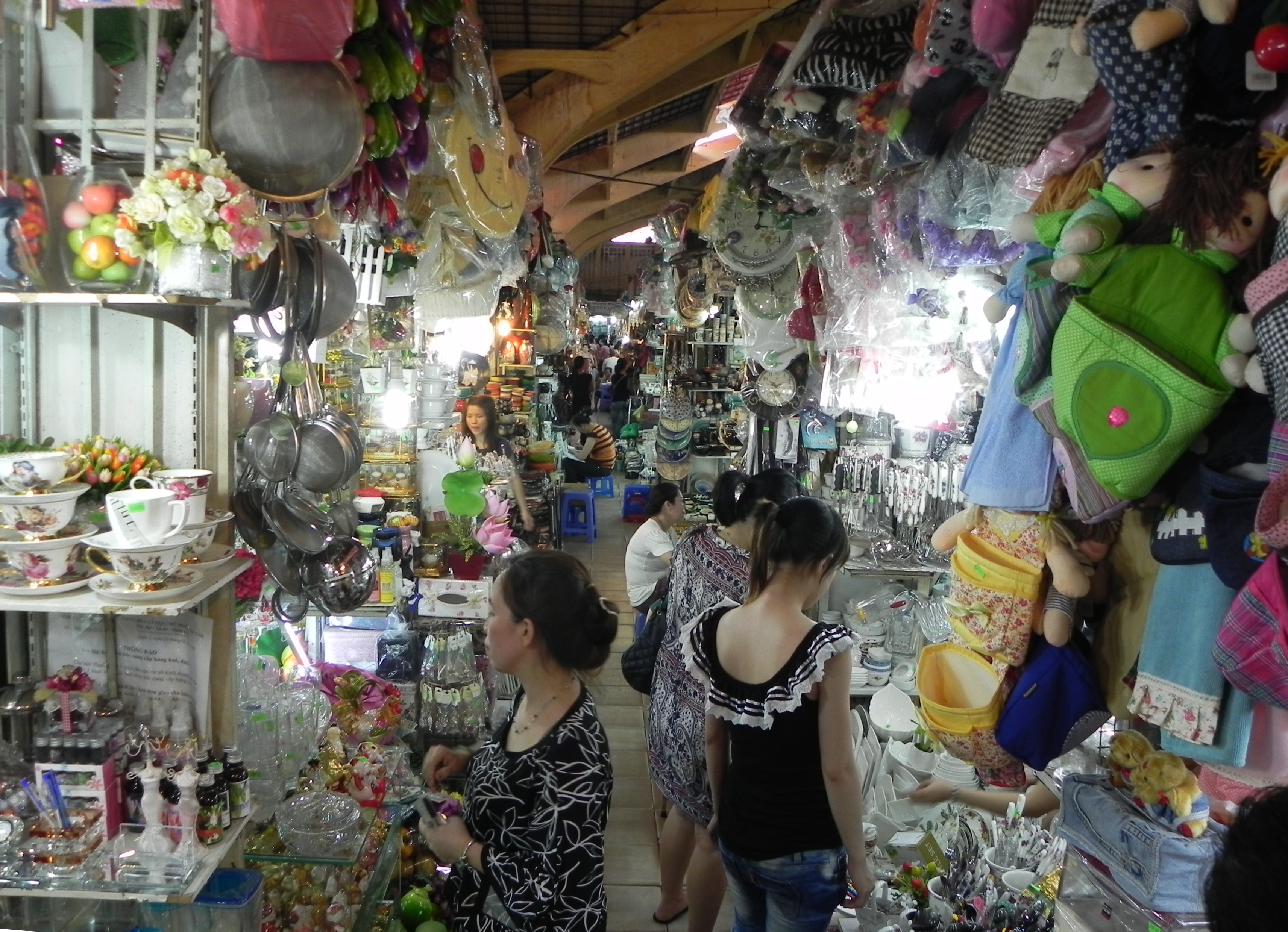
Huishoudelijke producten te koop in het marktgebouw